# Symphytognatha fouldsi
Symphytognatha fouldsi är en spindelart som beskrevs av Harvey 200. Symphytognatha fouldsi ingår i släktet Symphytognatha och familjen Symphytognathidae.
Artens utbredningsområde är Western Australia. Inga underarter finns listade i Catalogue of Life.